# Ronald Squire
Pour les articles homonymes, voir Squire.
Ronald Launcelot Squirl, né le 25 mars 1886 à Tiverton (Devon, Angleterre) et mort le 16 novembre 1958 à Londres (Angleterre), est un acteur anglais, connu sous le nom de scène de Ronald Squire.

## Biographie
Très actif au théâtre durant sa carrière, Ronald Squire joue notamment à Londres dès les années 1910, entre autres dans The Schoolmistress (en) d'Arthur Wing Pinero (1913, avec Edmund Gwenn), The Last of Mrs. Cheyney (en) de Frederick Lonsdale (1926, avec Gladys Cooper dans le rôle-titre et Frank Lawton), L'esprit s'amuse de Noël Coward (1941, avec Fay Compton et Margaret Rutherford), Un mois à la campagne d'Ivan Tourgueniev (1943, avec Michael Redgrave et Nora Swinburne) et Ardèle ou la Marguerite de Jean Anouilh (1951, avec Isabel Jeans).
Il joue aussi à Broadway (New York) dans trois pièces, les deux premières en 1917. La troisième en 1931 est Le Sexe faible d'Édouard Bourdet, aux côtés d'Helen Haye.
Au cinéma, après une première expérience dans un film muet de 1916, il contribue à trente-cinq films (majoritairement britanniques, plus quelques films américains ou en coproduction), depuis Unfinished Symphony de Willi Forst et Anthony Asquith (coproduction germano-austro-britannique, 1934, avec Marta Eggerth et Hans Jaray) jusqu'à J'ai épousé un Français de Jean Negulesco (avec Deborah Kerr et Rossano Brazzi). Ce dernier film (américain) sort au printemps 1959, après la mort de l'acteur survenue en novembre 1958, à 72 ans.
Dans l'intervalle, mentionnons Erreurs amoureuses d'Anthony Asquith (1947, avec Brenda Bruce et Margaret Rutherford), Ma cousine Rachel d'Henry Koster (1952, avec Olivia de Havilland et Richard Burton), ainsi que L'Auberge du sixième bonheur de Mark Robson (son avant-dernier film, 1958, avec Ingrid Bergman et Curd Jürgens). Notons ici qu’Erreurs amoureuses est une adaptation de la pièce While the Sun Shines (en) de Terence Rattigan qu'il avait jouée à Londres en 1943.
À la télévision britannique, Ronald Squire reprend son rôle dans une adaptation téléfilmée en 1948 de la pièce précitée Blithe Spirit. S'ajoutent deux séries, la seconde en 1958 ; la première en 1956 est The Errol Flynn Theatre (un épisode).

## Théâtre

### Londres (sélection)
- 1913 : The Schoolmistress (en) d'Arthur Wing Pinero
- 1922 : Bulldog Drummond, adaptation par Gerald du Maurier et Sapper des écrits de ce dernier consacrés au détective éponyme : Algy Longworth
- 1922 : Dear Brutus de J. M. Barrie : M. Purdie
- 1923 : Our Betters de William Somerset Maugham : Thornton Clay[1]
- 1923 : L'Enlèvemment (The Elopement) de Paul Armont et Marcel Gerbidon, adaptation d'Arthur Wimperis : Gerald Freyel
- 1925 : Shall We Join the Ladies? de J. M. Barrie : M. Preen
- 1926 : The Last of Mrs. Cheyney (en) de Frederick Lonsdale, mise en scène de Gerald du Maurier  : Charles[2]
- 1927 : On Approval (en) de Frederick Lonsdale : Duc de Bristol
- 1930 : The Bread-Winner (en) de William Somerset Maugham : Charles Battle
- 1932 : Doctor Pygmalion d'Harrison Owen : Rex Garnett
- 1936 : Laughter in the Court de Hugh Mills
- 1941 : Ducks and Drakes de Molly Keane, mise en scène de John Gielgud
- 1941 : L'esprit s'amuse de (et mise en scène par) Noël Coward : Dr George Bradman[3]
- 1942 : Home and Beauty de William Somerset Maugham
- 1943 : Un mois à la campagne (A Month in the Country) d'Ivan Tourgueniev, adaptation et mise en scène d'Emlyn Williams
- 1943 : While the Sun Shines (en) de Terence Rattigan : Duc d'Ayr et Sterling (rôle repris au cinéma en 1947 : voir filmographie ci-dessous)
- 1946 : Portrait in Black d'Ivan Goff et Ben Roberts : Rupert Marlowe
- 1947 : Jane (en) de S. N. Behrman : William Tower
- 1950 : The Way Things Go (en) de Frederick Lonsdale
- 1951 : Ardèle ou la Marguerite (Ardele) de Jean Anouilh, mise en scène d'Anthony Pelissier : le comte
- 1951 : A Penny for a Song de John Whiting : Hallam Matthews
- 1952 : The Happy Time de Samuel A. Taylor : le grand-père[4]
- 1953 : Aren't We All? (en) de Frederick Lonsdale, mise en scène de Roland Culver
- 1957 : The Iron Duchess de William Douglas-Home
- 1958 : A Touch of the Sun de N. C. Hunter : Robert Lester

### Broadway (intégrale)
- 1917 : Gamblers All de Max Martindale
- 1917 : Our Betters de William Somerset Maugham : Thornton Clay
- 1931 : Le Sexe faible (The Sex Fable) d'Édouard Bourdet, adaptation de Jane Hilton : Antoine

## Filmographie partielle

### Cinéma
- 1934 : Unfinished Symphony de Willi Forst et Anthony Asquith (version anglaise de La Vie tendre et pathétique) : Comte Esterhazy
- 1934 : Zone interdite (en) (Forbidden Territory) de Phil Rosen : Sir Charles Farringdon
- 1936 : Love in Exile d'Alfred L. Werker
- 1941 : Radio libre (Freedom Radio) d'Anthony Asquith : Spiedler
- 1947 : Erreurs amoureuses (While the Sun Shines) d'Anthony Asquith : duc d'Ayr et Sterling
- 1948 : Les Ennemis amoureux (Woman Hater) de Terence Young : Jameson
- 1948 : Le Destin de Léopold Ier (The First Gentleman) d'Alberto Cavalcanti : Henry Brougham
- 1949 : The Rocking Horse Winner d'Anthony Pelissier : Oscar Cresswell
- 1951 : Le Voyage fantastique (No Highway in the Sky) d'Henry Koster : le directeur Sir John
- 1951 : Encore (film à sketches, titre original), segment Winter Cruise d'Anthony Pelissier : le docteur
- 1952 : It Started in Paradise de Compton Bennett : « Mary Jane »
- 1952 : Ma cousine Rachel (My Cousin Rachel) d'Henry Koster : Nicholas « Nick » Kendall
- 1953 : Une étrange jeune mariée (Always a Bride) de Ralph Smart : Victor Hemsley
- 1954 : L'Homme au million (The Million Pound Note) de Ronald Neame : Oliver Montpelier
- 1955 : Des pas dans le brouillard (Footsteps in the Fog) d'Arthur Lubin : Alfred Travers
- 1956 : Le Gentleman et la Parisienne (The Silken Affair) de Roy Kellino : Marberry
- 1956 : C'est formidable d'être jeune (Now and Forever)
- 1956 : Le Tour du monde en quatre-vingts jours (Around the World in 80 Days) de Michael Anderson : John Sullivan, membre du Reform Club
- 1957 : Une île au soleil (Island in the Sun) de Robert Rossen : gouverneur Templeton
- 1958 : L'habit fait le moine (Law and Disorder) de Charles Crichton : colonel Masters
- 1958 : La Blonde et le Shérif (The Sheriff of Fractured Jaw) de Raoul Walsh : Toynbee
- 1958 : L'Auberge du sixième bonheur (The Inn of theSixth Happiness) de Mark Robson : Sir Francis Jamison
- 1959 : J'ai épousé un Français (Count Your Blessings) de Jean Negulesco : Sir Conrad Allingham

### Télévision
- 1948 : Blithe Spirit de George More O'Ferrall (téléfilm) : Dr George Bradman
- 1956 : The Errol Flynn Theatre (série),saison unique, épisode 23 The Kinsman de Lawrence Huntington : Jeff Bannion